# Воля-Ковельська
Воля-Ковельська — село в Україні, у Ковельському районі Волинської області. Входить до складу Ковельської міської громади, у старостинський округ сіл Зелена та Воля-Ковельська. Населення становить 792 осіб.

## Історія
Перша згадка про село Воля-Ковельська  датована 1551 роком. Тоді королева Бона надала місту Ковель великий привілей. Вона фундувала на костел Святої Анни кошти і призначила священнику 10 підданих з села під назвою Воля Ковельська.
Сьогодні важко оцінити стан мешканців села без порівняння з минулим. З опису Ковельського Костелу ми довідуємось, що в 1799 році піддані цього храму мали хати, ґрунт, господарчі будівлі, худобу. Кожен із чоловіків зобов'язаний був відпрацювати 2 дні на панських роботах, жінки — один день. Крім того піддані відпрацьовували на загальноміській толоці. Чоловіки також мусили сторожувати костел в ночі. Звичайно, що були і інші повинності.
Майновий стан підданих костелу виглядів так:
- Приступа Філімон мав ґрунт, 4 воли, 2 корови та 10 овець;
- Чернюк Якуб — ґрунт, 2 воли, 2 бики. 2 корови, 10 овець;
- Хромук Андрій — ґрунт, 2 овець, іншої худоби не мав;
- Валііщук Гриць, ґрунт, корову, вола;
- Семенюк Кирило — ґрунт, 2 коней, 4 воли. 2 корови, 8 овець.

Зацікавлений читач може порівняти соціальний стан тоді і сьогодні. Хоч теперішній мешканець села старається працювати на виробництві в місті.
Станом на 2013 рік село, що межує з містом Ковелем невпізнанно змінилося. Якщо в минулому — це був придаток до міста, то тепер  мешканці міста викуповують у сільської ради землю для будівництва своїх котеджів. Так на сході села виник новий мікрорайон забудови під народною назвою «царське село».
Архітектуру цього нового села не можна порівняти з класичним стилем старої забудови. Тут віє псевдо-модерном гігантоманією, а
часом і абсурдом.
Вулиці старого і нового села мають тверде покриття і зовнішнє вуличне освітлення. Є газ, водогін, до послуг мешканців села ФАП. На території села успішно діють: підприємство «ОлШе» директор Шевчук Олег, ТзОВ «Люкс Сервіс» директор Чимрук Олег, автосалон уживаних авто MZ Auto’s, автомайстерня п-ц М.Печенюк, готель-ресторан «Золота Підкова», «Берегиня», кілька продовольчих магазинів.
Через село протікає річка Воронка. З північного заходу річка Турія. Розмежовує село і місто автострада Київ — Варшава.

## Населення
Згідно з переписом УРСР 1989 року чисельність наявного населення села становила 542 особи, з яких 260 чоловіків та 282 жінки.
За переписом населення України 2001 року в селі мешкали 834 особи.

### Мова
Розподіл населення за рідною мовою за даними перепису 2001 року:
| Мова       | Чисельність | Відсоток |
| ---------- | ----------- | -------- |
| українська | 778         | 98,23%   |
| російська  | 13          | 1,64%    |
| білоруська | 1           | 0,13%    |
| Усього     | 792         | 100%     |

## Релігія
На території села розташовані культові споруди таких християнських громад:
- ПЦУ — Свято-Михайлівська церква
- БНЦіМ — молитовний дім церкви «Воскресіння» (баптисти)

### Історія Свято-Михайлівської громади УПЦ КП (ПЦУ)
В селі Воля Ковельська ніколи не було християнського храму, а його мешканці були приписані до Михайлівського храму м. Ковеля (на могилках). Проте було багато віруючих, які хотіли славити Бога рідною, батьківською і солов'їною українською мовою у своєму сільському храмі. Спільними зусиллями з жителями с. Зелена відбудували Свято-Покровський храм (у с. Зелена) тому с. Воля Ковельська стало вже тепер приписане до цього храму. Декан Ковельського благочиння митр.прот. Петро Левочко (нині покійний), мав на меті зібрати громаду і звести храм у Волі Ковельській, тому направляв на богослужіння в село священника Благовіщенського собору Дмитра Відніка. Богослужіння в той час відбувалися біля хреста в «ліску», у будинку Марії Рибачук-Нікітюк.
15 листопада 2002 р. З благословення митрополита Луцького і Волинського Якова (нині покійного) настоятелем Свято-Михайлівської громади було призначено священника Василя Фурмана. 21 листопада на честь св. Архистратига Михаїла, духівником Ковельського благочиння прот. Іваном Бонисом (нині декан Ковельського районного деканату) та настоятелем священником Василем Фурманом було відслужено в будинку М. Рибачук-Нікітюк акафіст Архістратигу Михаїлу.
19 січня 2003 р. біля хреста відбувся водосвятний молебень, а в березні було привезено вагончик, який облаштували під храм (пожертва сім'ї Семенах). Першими хто зголосився допомогти коштами були Гапонюк Наталія та Бордюк Катерина, які збирали гроші йдучи від хати до хати. Вагомий внесок зробили членкині Союзу українок створивши хор парафії. Облаштувавши тимчасовий храм (вагончик), організувавши церковну громаду 7 травня 2003 р. священник Василь Фурман був переведений в село Мощена настоятелем храму Різдва Пресвятої Богородиці. Настоятелем Свято-Михайлівського храму с. Воля Ковельська на два місяці став священник Андрій Басараба. Його змінив священник Орест Холонівський, за якого було залито фундамент під майбутню церкву. Попередньо було звершено чин закладення наріжного каменя, яке звершив благочинний Ковельського району прот. Іван Бонис із священниками районного благочиння. За благу і Богоугодну справу будівництва храму взявся староста храму Ю. Н. Музичук і фундатор та будівничий П. І. Добиш. Залили фундамент, почали зводити стіни храму і в цей час священник Орест Холонівський був звільнений від обов'язків настоятеля. На його місце призначили священника Михайла Обізюка, який відразу кинувся у будівництво храму і вніс свій посильний внесок у будівництво.
27 грудня 2006 р. указом преосвященнійшого єпископа Луцького і Волинського Михаїла настоятелем Свято-Михайлівського храму був призначений священник Володимир Удуд. Надалі завершувались будівельні, штукатурні та інші роботи щодо будівництва храму. 21 листопада 2007 р. у новозбудованому храмі було звершено першу Божественну літургію, яку очолив настоятель собору Святого Різдва Христового м. Володимира-Волинського у співслужінні з настоятелем. 25 листопада, у неділю, була відслужена святкова архієрейська літургія, яку очолив преосвященнійший владика Михаїл у співслужінні з деканами Ковельського районного та міського деканатів разом з священниками. Під час літургії владика здійснив чин архієрейського освячення престолу та храму.

## Видатні особистості
З селом Воля Ковельська тісно пов'язана творча біографія відомого українського письменника, заслуженого діяча мистецтв Струцюка Йосипа Георгійовича. (1970—2007 р.р.).